# 贝托尔特·布莱希特
欧根·贝托尔特·弗里德里希·布莱希特（德語：Eugen Bertholt Friedrich Brecht，1898年2月10日—1956年8月14日）德国戏剧家与诗人。他的剧作在世界各地上演。布莱希特创立并置换了叙事戏剧，或曰“辩证戏剧”的观念。贝尔托·布莱希特生于德国巴伐利亚奥格斯堡，年輕時曾任剧院编剧和导演，并投身左翼工人运动。1933年后因纳粹党上台而被迫流亡欧洲大陆。1941年经苏联去美国，但战后又在美国遭到反共迫害，不得不于1947年返回欧洲，并自次年起定居东柏林。1951年因对戏剧的贡献而获国家奖金，1955年获列宁和平奖。1956年8月14日布莱希特逝世于東柏林。

## 生平

### 童年与青少年时期

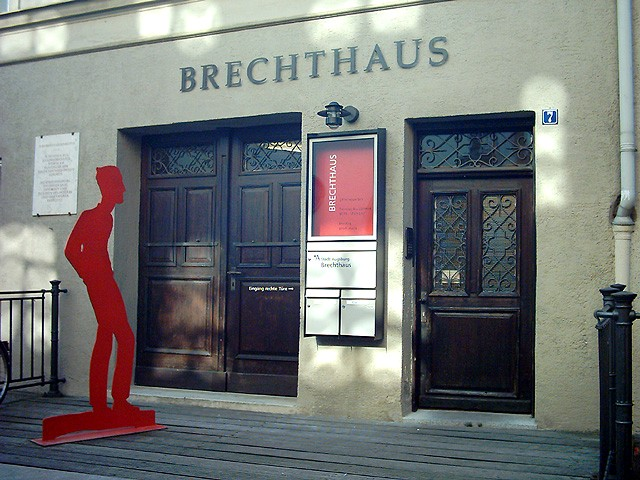
布莱希特在奥格斯堡的诞生地，如今为 “布莱希特之家”（纪念馆）

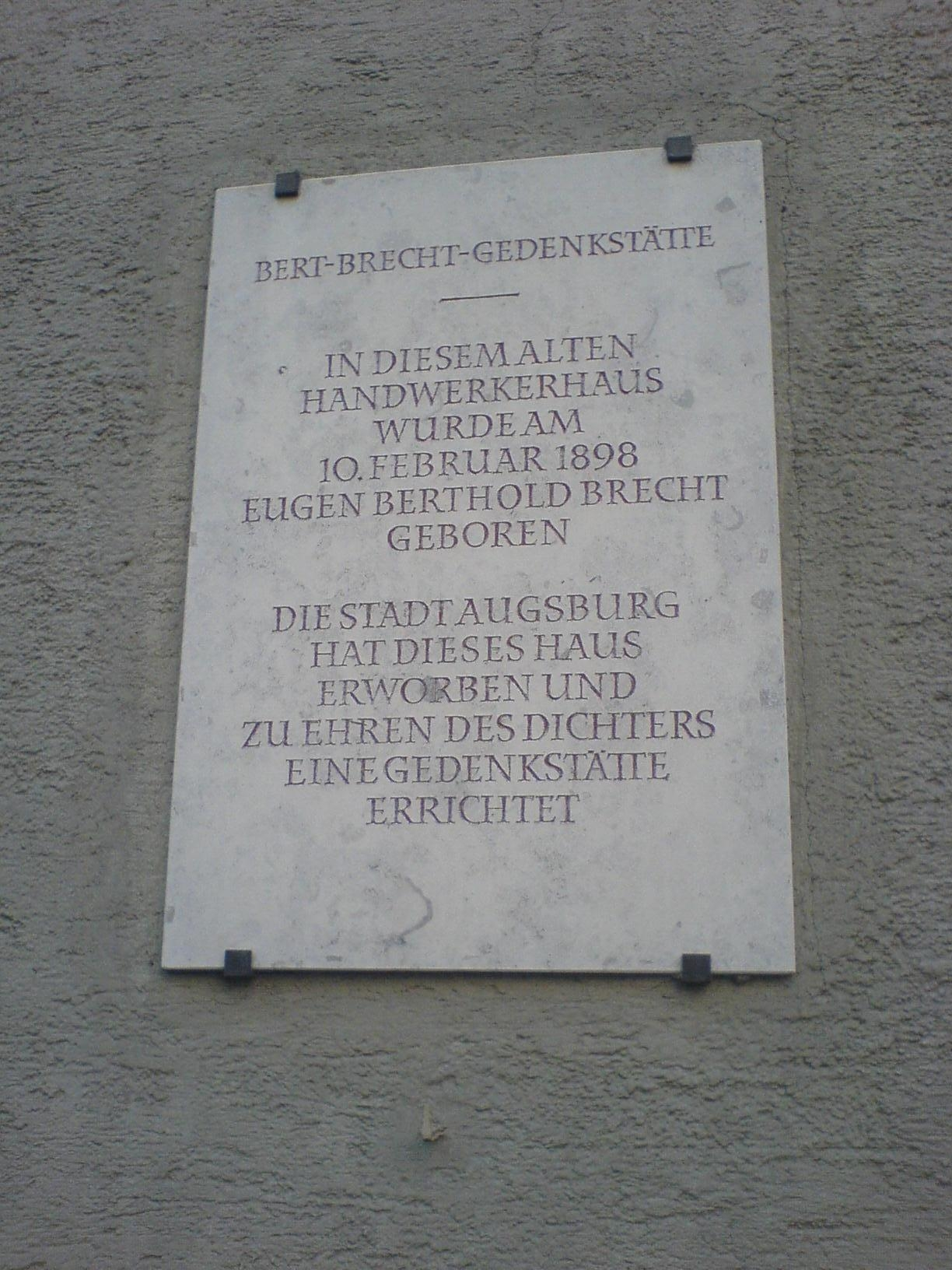
奥格斯堡的布莱希特牌匾

贝托尔特·布莱希特于1898年2月10日出生于奥格斯堡，为其父贝托尔特·弗里德里希·布莱希特（Berthold Friedrich Brecht）与其母威廉明妮·弗里德里克·索菲·布莱希特（Wilhelmine Friederike Sophie Brecht）的长子。他的父亲贝托尔特·布莱希特是天主教徒，出身于阿赫恩黑森林地区，并从1893年开始受雇于海因德尔申造纸厂，并从1914年起担任员工主管。因此布莱希特一家得以迁居造纸厂的宿舍。布莱希特的母亲索菲来自新教家庭，其父约瑟夫·弗里德里希（Josef Friedrich）曾是位于上施瓦本劳斯伯格（Roßberg，今属沃尔夫埃格）的皇家符腾堡州立铁路员工。布莱希特的弟弟瓦尔特·布莱希特是达姆斯塔特大学的造纸技术教授。他们的祖父在阿赫恩拥有一家平面印刷工厂，曾祖父约翰内斯·米歇尔于1807年出生于施派尔的莱茵海姆（Rheinheim，今属菲利普斯堡）。布莱希特的祖先可追溯到17世纪左右的克里斯曼·布莱希特。
少年时代的布雷希特被父母昵称为“欧根”（施瓦本語又称Aigin，“艾勤”）。布莱希特在奥格斯堡的赤足教堂受洗并且行坚信礼。布莱希特童年时期生活在手工匠的生活圈里，他家住所的下层就住着一位锉刀工。布莱希特从小内向而害羞，體弱多病，心脏有问题，因此也得到了母亲无微不至的关怀照顾。小学毕业后，他在1908年至1917年之间在奥格斯堡的皇家职业高中（今Peutinger-Gymnasium）学习，书还没读完，他就因为第一次世界大战而获得战时高中毕业证匆匆毕业。布莱希特很早就显露出文学才能，早在1913年，他就在日记中写下：“我要一直写作。”同年，由他一人主创、编辑、出版的学生杂志《收获》出版。其中主要刊登布莱希特创作的爱国主义诗歌、故事及书评。他深受宗教的影响，同年他在《收获》杂志上发表了自己的剧作《圣经》。
1914年第一次世界大战开战后，布莱希特在《慕尼黑－奥斯堡晚报》（München-Augsburger Abendzeitung）发表了他的《奥格斯堡战时信札》（Augsburger Kriegsbriefe）。虽然起先还被广泛存在的战争热情所感染，但布莱希特在学生时代便已开始明确批评称，“为祖国而牺牲是美好而荣耀的”的口号仅是为了宣传，只有笨蛋才会相信。他为此受到学校的停课处罚。幸好他的父亲位高权重，加上宗教老师的干预，他才得以继续留校学习，取代开除处罚的仅是一个口头警告。
1916年7月，他第一次在《慕尼黑－奥格斯堡晚报》上以“贝尔特·布莱希特”（Bert Brecht）署名。

### 求学生涯
1917年10月2日起，布莱希特在慕尼黑大学学习哲学、医学和文学，但不得不在1918年中止学业。虽然布莱希特从当时已成为医生的学生时代的同学那里获得了医学诊断，借口心脏问题而不能从军，他还是被派到奥格斯堡的一个储备野战医院当护理员。

### 流亡之前的创业时期
七个城门的底比斯是谁建造的？

书本上列了一些国王的名字。

石头和砖块是国王搬的吗？

还有巴比伦，一再被摧毁，

是谁又一再将她重建？

金光闪闪的利马的建筑工人，

他们住的房子在什么地方？

砌了一天的城墙，天黑之后，

万里长城的泥水匠在哪里过夜？

雄伟的罗马到处都有凯旋门。

那是谁打造的？

那些罗马皇帝战胜的又是谁？
大名鼎鼎的拜占庭

它的居民都住在宫殿吗？

传说中的亚特兰蒂斯，

大海先淹没奴隶，

然后那些主子才漂浮在黑夜的汪洋中哀嚎。
年轻的亚历山大征服了印度。

就凭他一人吗？

凯撒打败了高卢人，

他该不会连个煮饭的都没带吧？
无敌舰队沉没的时候，

西班牙的腓力哭了。

没有别的人哭吗？

腓特烈大帝在七年战争中获胜。

除了他还有谁获胜？
页页有胜利。

谁来准备庆功宴？

代代出伟人。

谁来买单？
一大堆史实。

一大堆疑问。 
1922年，布莱希特就獲得了德國最高的戲劇獎項。1924年，布莱希特受邀擔任德意志劇院的導演。1928年，他改編約翰.蓋伊的三便士歌劇獲得極大的成功，在柏林演了一年。在1928-1930年間，布莱希特曾寫作一系列引起強烈爭議的教育劇。對於教育劇階段的作品，是布莱希特最引人爭議的部分。其中《措施》和《母親》兩劇被認為是宣揚共產主義。但對此羅蘭巴特為文駁斥這個說法，他認為《母親》一劇很明顯的主題即是「母性」。《措施》是布莱希特一系列教育劇最有爭議的一部，布莱希特即是在1933年《措施》演出被警察打斷，而開始流亡時期。但是，在之後他發展出史詩劇場等成熟期作品之後，布莱希特晚年被問及：「如果要有一個劇本作為未來社會主義社會的戲劇形式，那劇本應該是什麼？」布莱希特回答的就是《措施》

### 婚姻和家庭
还未成为慕尼黑的戏剧家之前，布莱希特在一家报社《人民意志报》找到写剧评的工作。1922年布莱希特的《夜半鼓声》在慕尼黑和柏林的剧院上演，藉此布莱希特获得有名的克莱斯特最佳年轻剧作家奖。布莱希特也开始稳定他的人际关系，于24岁娶了歌剧演唱家玛丽安娜。次年生了他们的第一个女儿汉娜。虽然结了婚，很少花时间陪妻子和女儿的布莱希特还是有其他的婚姻问题。1924年搬到柏林后，他认识了维也纳信仰共产主义的女演员海伦娜·魏格尔，并积极的追求海伦娜。海伦娜还为他生了一个私生子叫做施坦芬。后来布莱希特也认识了伊丽莎白·霍普特曼，并和她合作。1926年布莱希特 和玛丽安娜离婚，1929年和海伦娜结婚。

### 流亡时期
1933年国会纵火案发生后，布莱希特和他的家人逃到苏黎世，后来又到丹麦、芬兰，1941年旅行经过莫斯科、海参崴、圣·彼得罗港。直到1954年布莱希特获颁列宁和平奖。
在苏黎世的旅馆，布莱希特见到了亨利希·曼、安娜·西格斯和本雅明，与他们结下友谊；在莫斯科，他观看了京剧演员梅兰芳的访问演出；在好莱坞，他跟喜剧演员卓别林成了朋友，还与当时访问美国的老舍相谈甚欢。

### 逝世
1956年8月14日，当布莱希特在研究贝克特的《等待戈多》时，因心脏病发而过世，被葬于柏林的多罗延公墓。

## 成就

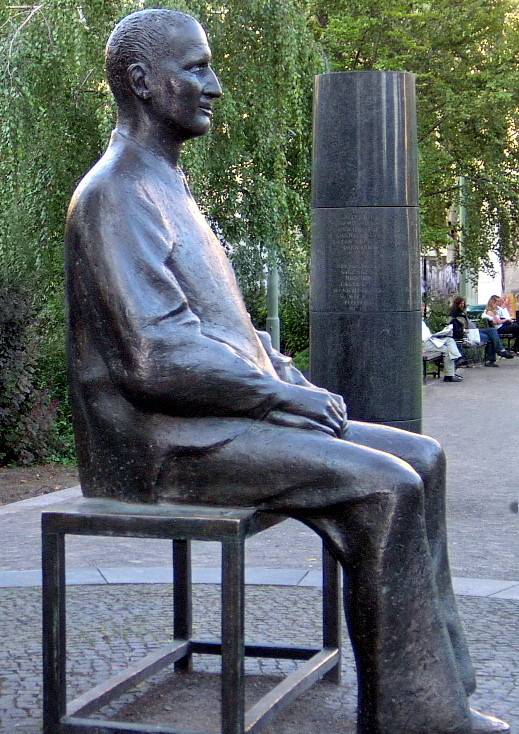
柏林贝托尔特·布莱希特广场上的青铜雕像

布莱希特从倡导歌剧改革入手，在理论和实践上进行叙事剧（史詩劇場）实验，特别吸收中国戏曲艺术经验，形成了独特的表演方法，并提出了间离效果理论。在20世纪上半，他与艾尔温·皮斯卡托同为德国乃至欧洲史诗剧运动的领军人物。他的主要戏剧理论著作為《梅辛考夫》，代表性剧作有《勇氣媽媽》、《四川好人》、《高加索灰阑记》、與《伽利略传》等。
亚里斯多德在《诗学》中将叙事分为：历史、史诗、与戏剧，并定义戏剧为「对人类行动的模仿...以引发观众的怜悯与遗憾之洗涤」，亚里斯多德认为戏剧优于史诗。布莱希特所主张的史诗剧场理論反对这种美学传统，他认为剧场应该要破除虚构的现实，并且引发观众對社會現況的理性思考，以取代戲劇幻覺帶來的情绪宣泄。他主張的間離（陌生化）效果便是刻意打斷觀眾沈浸於戲劇幻覺。
布莱希特同时作为诗人也写出了大量左翼诗歌，其中的《统一战线之歌》被汉斯·艾斯勒谱写成为歌曲，至今仍是德国左翼工人运动最为著名的革命歌曲之一 。